# Argidia hyperythra
Argidia hyperythra är en fjärilsart som beskrevs av Achille Guenée 1852. Argidia hyperythra ingår i släktet Argidia och familjen nattflyn. Inga underarter finns listade i Catalogue of Life.